# Best of Cream
Best of Cream es un álbum compilatorio del power trio británico Cream, con canciones grabadas entre 1966 y 1968, y publicado poco después de su disolución. Actualmente descatalogado, el álbum fue originalmente publicado en Estados Unidos por la discográfica Atco (Atlantic) Records (catálogo N.º SD 33-291), y estuvo disponible en dicha discográfica desde 1969 hasta 1972. El álbum fue brevemente relanzado en Estados Unidos en 1977 por RSO/Polydor Records, para quienes por esa fecha fueron otorgados los derechos de distribución de las grabaciones de Cream.
Best of Cream al momento de su lanzamiento fue notablemente el primer álbum en América que contenía la grabación de estudio de "Spoonful". Aunque estaba incluida en versiones internacionales del álbum debut de Cream, Fresh Cream de 1966, la canción fue descartada por Atco de la primera publicación de dicho álbum en Estados Unidos, y reemplazada por el primer sencillo de éxito de la banda, "I Feel Free". Posteriores publicaciones de Fresh Cream en Estados Unidos contenían ambas canciones.
El álbum alcanzó el puesto #3 en el ranking de álbumes Billboard 200 de Estados Unidos en julio de 1969.

## Lista de canciones

### Lado 1
1. "Sunshine of Your Love" (Jack Bruce, Pete Brown, Eric Clapton) – 4:08
  - Versión sin cortes, del segundo álbum de Cream Disraeli Gears (1967), producido por Felix Pappalardi. Vocalistas: Jack Bruce/Eric Clapton.
2. "Badge" (Clapton, George Harrison) – 2:45
  - Del cuarto y último álbum de estudio de Cream Goodbye (1969), producido por Felix Pappalardi. Vocalista: Eric Clapton.
3. "Crossroads" (Robert Johnson, arreglos por Clapton) – 4:13
  - Del tercer álbum de Cream Wheels of Fire (1968), producido por Felix Pappalardi. Grabada en vivo en Winterland Ballroom, San Francisco, el 10 de marzo de 1968. Vocalista: Eric Clapton.
4. "White Room" (Bruce, Brown) – 3:04
  - Edición del sencillo en 45 RPM; versión sin cortes aparece en Wheels of Fire. Producido por Felix Pappalardi. Vocalista: Jack Bruce.
5. "SWLABR" (Bruce, Brown) – 2:31
  - De Disraeli Gears. Producido por Felix Pappalardi. Vocalista: Jack Bruce.

### Lado 2
1. "Born Under a Bad Sign" (Booker T. Jones, William Bell) – 3:08
  - De Wheels of Fire. Producido por Felix Pappalardi. Vocalista: Jack Bruce.
2. "Spoonful" (Willie Dixon) – 6:30
  - De la versión internacional del primer álbum de Cream Fresh Cream (1966). Producido por Robert Stigwood. Vocalista: Jack Bruce.
3. "Tales of Brave Ulysses" (Clapton, Martin Sharp) – 2:50
  - De Disraeli Gears. Producido por Felix Pappalardi. Vocalista: Jack Bruce.
4. "Strange Brew" (Clapton, Pappalardi, Gail Collins) – 2:45
  - De Disraeli Gears. Producido por Felix Pappalardi. Vocalista: Eric Clapton.
5. "I Feel Free" (Bruce, Brown) – 2:51
  - De la versión estadounidense de Fresh Cream. Producido por Robert Stigwood. Vocalistas: Jack Bruce/Eric Clapton.

## Personal
- Jack Bruce – bajo, chelo, teclados, vocalista
- Eric Clapton – guitarra, vocalista
- Ginger Baker – batería, percusión

### Personal adicional
- Felix Pappalardi – piano, viola
- George Harrison (acreditado como "L'Angelo Misterioso") – guitarra rítmica y coros en "Badge"

- Datos: Q3286422